# James Buckle
James Buckle (Belfast, 1854 – 9 novembre 1884) è stato un calciatore nordirlandese, di ruolo centrocampista.

## Palmarès

### Club

#### Competizioni nazionali
- Irish Cup: 1

Cliftonville: 1882-1883